# هیدئو اوبا
هیدئو اوبا (انگلیسی: Hideo Ōba; ۲۸ فوریهٔ ۱۹۱۰ – ۱۰ مارس ۱۹۹۷) کارگردان فیلم، و فیلم‌نامه‌نویس اهل ژاپن بود. وی بین سال‌های ۱۹۳۵ تا ۱۹۶۹ میلادی فعالیت می‌کرد.